# Nagroda Pielgrzyma
Nagroda Pielgrzyma (ang. Pilgrim Award) jest przyznawana od 1970 roku przez Science Fiction Research Association za wkład w działalność krytyczną i naukową na polu fantastyki naukowej. Nazwa nagrody została zaczerpnięta z tytułu pionierskiej książki Jamesa Baileya Pilgrims Through Space and Time. 
W 2019 r. nagroda zmieniła nazwę na The SFRA Award for Lifetime Contributions to SF Scholarship (Nagroda za całokształt wkładu w SF). 

## Nagrodzeni[1]
- 1970 – James Osler Bailey(inne języki) (USA)
- 1971 – Marjorie Hope Nicolson(inne języki) (USA)
- 1972 – Juliusz Kagarlicki (ZSRR)
- 1973 – Jack Williamson (USA)
- 1974 – I.F. Clarke(inne języki) (Wielka Brytania)
- 1975 – Damon Knight (USA)
- 1976 – James E. Gunn (USA)
- 1977 – Thomas D. Clareson(inne języki) (USA)
- 1978 – Brian W. Aldiss (Wielka Brytania)
- 1979 – Darko Suvin (Kanada)
- 1980 – Peter Nicholls (Wielka Brytania)
- 1981 – Sam Moskowitz (USA)
- 1982 – Neil Barron(inne języki) (USA)
- 1983 – H. Bruce Franklin(inne języki) (USA)
- 1984 – Everett F. Bleiler(inne języki) (USA)
- 1985 – Samuel R. Delany (USA)
- 1986 – George E. Slusser(inne języki) (USA)
- 1987 – Gary K. Wolfe(inne języki) (USA)
- 1988 – Joanna Russ (USA)
- 1989 – Ursula K. Le Guin (USA)
- 1990 – Marshall B. Tymn(inne języki) (USA)
- 1991 – Pierre Versins (Francja)
- 1992 – Mark R. Hillegas (USA)
- 1993 – Robert Reginald(inne języki) (USA)
- 1994 – John Clute(inne języki) (Wielka Brytania)
- 1995 – Vivian Sobchack (USA)
- 1996 – David Ketterer(inne języki) (USA)
- 1997 – Marleen Barr(inne języki) (USA)
- 1998 – L. Sprague de Camp (USA)
- 1999 – Brian Stableford (Wielka Brytania)
- 2000 – Hal W. Hall(inne języki) (USA)
- 2001 – David N. Samuelson(inne języki) (USA)
- 2002 – Mike Ashley(inne języki) (UK)
- 2003 – Gary Westfahl(inne języki) (USA)
- 2004 – Edward James(inne języki) (Wielka Brytania)
- 2005 – Gérard Klein(inne języki) (Francja)
- 2006 – Fredric Jameson (USA)
- 2007 – Algis Budrys (USA)
- 2008 – Gwyneth Jones(inne języki) (Wielka Brytania)
- 2009 – Brian Attebery(inne języki) (USA)
- 2010 – Eric Rabkin(inne języki) (USA)
- 2011 – Donna Haraway (USA)
- 2012 – Pamela Sargent(inne języki) (USA)
- 2013 – N. Katherine Hayles(inne języki) (USA)
- 2014 – Joan Gordon(inne języki) (USA)
- 2015 – Henry Jenkins (USA)
- 2016 – Mark Bould(inne języki) (Wielka Brytania)
- 2017 – Tom Moylan(inne języki) (Irlandia)
- 2018 – Carl Freedman(inne języki) (USA)
- 2019 – John Rieder(inne języki) (USA)
- 2020 – Sherryl Vint(inne języki) (USA)
- 2021 – Veronica Hollinger(inne języki) (Kanada)
- 2022 – Roger Luckhurst(inne języki) (Wielka Brytania)
- 2023 – Steven Shaviro(inne języki) (USA)